# 아카이오스
아카이오스(Achaeus)는 그리스 신화에 나오는 크수토스의 아들이다. 헬렌의 아들 크수토스가 테살리아에서 쫓겨난 뒤 아테네로 와서 에레크테우스 왕의 딸 크레우사와 결혼하여 낳은 아들로서 이온의 형제이다. 크수토스는 에레크테우스가 죽은 뒤에 왕자들 가운데 케크롭스를 후계자로 지명하였다가 다른 왕자들에 의해 아테네에서 쫓겨났다. 크수토스는 아내와 아들들을 데리고 펠로폰네소스반도 북쪽 연안의 아이기알로스로 갔다. 크수토스가 죽은 뒤에 아카이오스는 아버지의 나라 테살리아로 돌아갔으며, 이온은 아이기알로스 왕 셀리노스의 딸 헬리케와 결혼한 뒤 왕위를 이어받았다. 나중에 아이기알로스는 아카이아로 이름이 바뀌었고, 그곳 주민들은 이온의 이름을 따서 이오니아인이라고 불리게 되었다.